# Viaducto del valle del Ouse
El viaducto del valle del Ouse (también denominado viaducto de Balcombe) transporta la Línea del Ferrocarril de Londres y Brighton sobre el río Ouse en Sussex. Se encuentra al norte de Haywards Heath y al sur de Balcombe. Conocido por su diseño ornamentado, ha sido descrito como "probablemente el viaducto más elegante de Gran Bretaña."
La compañía del Ferrocarril de Londres y Brighton comenzó la construcción del viaducto del valle del Ouse en 1839. Fue diseñado por el ingeniero principal de la línea, John Urpeth Rastrick, en asociación con el arquitecto del ferrocarril de Londres a Brighton, David Mocatta. El viaducto tiene una altura de 96 pies (29,3 m) y se sustenta sobre 37 arcos de medio punto, cada uno de 30 pies (9,1 m) de luz, coronados por balaustradas, que abarcan una longitud total de 1480 pies (451,1 m). Cada pilar contiene un arco adintelado con un sofito semicircular, que tenía la ventaja de reducir el número de ladrillos necesarios. Los cerca de 11 millones de ladrillos necesarios para su construcción fueron transportados en su mayor parte por el río Ouse (a través de Newhaven y Lewes) desde los Países Bajos. El 12 de julio de 1841, el viaducto se abrió oficialmente al servicio ferroviario, aunque la estructura no se completó hasta el año siguiente.
A pesar de su excelente diseño, materiales y características arquitectónicas, el viaducto ha tenido una historia problemática marcada por costosas reparaciones. Las primeras obras importantes de restauración tuvieron lugar en la década de 1890, durante las que se sustituyeron por completo algunas secciones de la fábrica de ladrillo original en la creencia de que así aumentaría la resistencia de la estructura. Sin embargo, el viaducto sufrió un deterioro considerable durante la mayor parte del siglo XX. En mayo de 1983 fue declarado monumento clasificado de Grado II*. Entre marzo de 1996 y septiembre de 1999 fue objeto de una extensa restauración por parte de Railtrack (gestor nacional de la infraestructura ferroviaria). Esta obra fue financiada en parte por el Railway Heritage Trust, English Heritage y el Consejo del Condado de West Sussex.

## Construcción
En julio de 1837, se aprobó una Ley del Parlamento que otorgaba a la compañía del Ferrocarril de Londres y Brighton la aprobación para construir su propuesta de línea ferroviaria entre Londres y la costa sur. La ruta seleccionada, que fue proyectada por un equipo dirigido por Sir John Rennie, era bastante directa, pero tenía el inconveniente de atravesar un terreno relativamente accidentado. Como consecuencia de la decisión de limitar las pendientes a lo largo de la línea a 1 en 264, fue necesaria la construcción de un total de cuatro túneles y un único viaducto, este último cruzando el Valle del Ouse entre Balcombe y Haywards Heath en West Sussex.

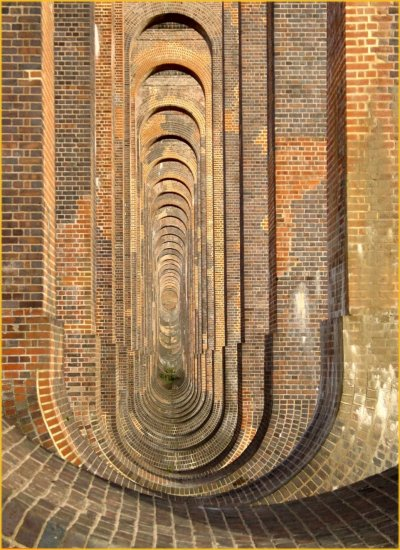
Las bóvedas de arco que soportan los pilares de ladrillo

La construcción de la nueva línea comenzó en julio de 1838, mientras que los trabajos para erigir el ornamentado viaducto comenzaron durante el año siguiente. Fue diseñado por el ingeniero principal de la línea, John Urpeth Rastrick, en asociación con el arquitecto del ferrocarril de Londres a Brighton, David Mocatta. El costo total del viaducto fue de 38.500 libras. (equivalente a unos 3.3 millones de libras de 2022).
El viaducto se diseñó como una estructura relativamente ornamentada, de unos 500 metros (546,8 yd) de longitud y con un trazado rectilíneo sobre 37 arcos idénticos. Cada uno de estos arcos semicirculares tenía una luz de 9,1 metros (10,0 yd) y se apoyaba sobre pilares tonco-piramidales de ladrillo rojo. Cada pilar estaba casi dividido en dos mitades separadas por huecos verticales de 3 metros (3,3 yd), rematados por anillos semicirculares en la parte superior y en la base, como medida de ahorro de peso. A este método se atribuye el aspecto relativamente esbelto de la estructura. La cimentación de cada pilar está provista de dos hiladas de zapatas inclinadas, que tienen una profundidad total de poco más de 1 metro (1,1 yd)..
El viaducto se compone predominantemente de ladrillos rojos tradicionales y sillares lisos de caliza. El contraste entre los dos materiales realza efectivamente la cubierta y los elementos superiores de la estructura, aunque la piedra caliza ha estado sujeta a un desgaste y a la formación de manchas considerables desde su instalación original. El ladrillo y los elementos de piedra caliza se han reemplazado con el paso del tiempo para mantener la integridad de la estructura, prolongar su vida útil y restaurar su apariencia para preservar su estado original. En su punto más alto, el viaducto del valle de Ouse se encuentra a 29,3 m sobre el río.
Se ha estimado que alrededor de 11 millones de ladrillos, muchos de los cuales habían sido enviados a través del Canal de la Mancha desde Países Bajos a Newhaven y Lewes, además de algunos ladrillos producidos localmente, se utilizaron para construir la estructura. Además, también se trajo piedra de Caen desde Normandía en Francia, que se utilizó para los parapetos con balaustradas clásicas, las hiladas decorativas, las coronaciones de los pilares y los cuatro pequeños pabellones rectangulares de estilo italiano. Los materiales de construcción fueron transportados al sitio de construcción en barcazas por el cauce navegable del río Ouse. Cada estribo posee una torre abierta cuadrada ornamental, cuyos ladrillos están revestidos con piedra de Heddon Quarries cerca de Newcastle upon Tyne.

## Inauguración

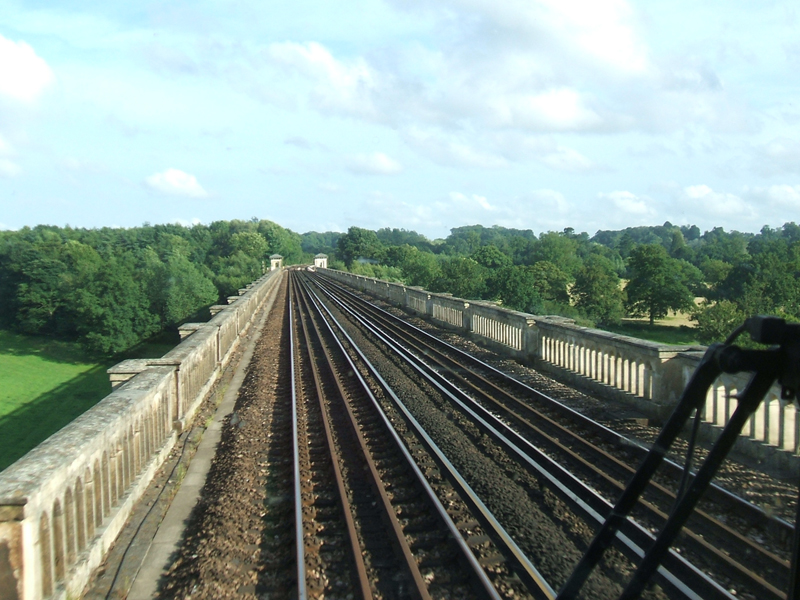
Vista en dirección sur desde lo alto del viaducto del valle del Ouse, 2009

La Línea Principal de Brighton se inauguró en dos tramos debido a que su finalización se retrasó debido a la necesidad de ejecutar algunas secciones con importantes movimientos de tierras. El viaducto se inauguró oficialmente cuando se abrió el tramo entre Norwood Junction y Haywards Heath el 12 de julio de 1841. Inicialmente solo se tendió una vía a través de la estructura, y la segunda vía, (junto con los ornamentados parapetos y pabellones de piedra del viaducto), no se completó hasta el año siguiente.
En 1846, el viaducto ya formaba parte del Ferrocarril de Londres, Brighton y la Costa Sur. En 1923, como resultado de la Ley de Ferrocarriles de 1921, pasó a formar parte de la red del Ferrocarril del Sur. Permaneció bajo la propiedad de esta compañía hasta enero de 1948, cuando la nacionalización de las Cuatro Grandes Compañías de Ferrocarril formó el operador ferroviario de propiedad pública British Railways.

## Mantenimiento y restauración
Las primeras obras importantes de restauración tuvieron lugar en la década de 1890 y se centraron en la reparación de la mampostería. Los ingenieros de finales de la época victoriana estaban preocupados porque el mortero de cal original utilizado en la construcción del viaducto era inadecuado y se tomó la decisión de sustituirlo por mortero de cemento. Sin embargo, el revestimiento de ladrillo sustituido y el mortero de calidad inferior acabaron provocando sus propios fallos, lo que dio lugar a reparaciones más costosas posteriormente. Es probable que esto se debiera a que los trabajos de reparación soportaron una carga mayor de la prevista, lo que aceleró la tasa de fallos. Los ladrillos de cabecera mal adheridos son otro probable culpable de su ineficacia. Además, los parapetos y los pabellones, aunque están hechos de piedra de Caen (una piedra caliza de alta calidad), se han visto sometidos a una fuerte erosión.

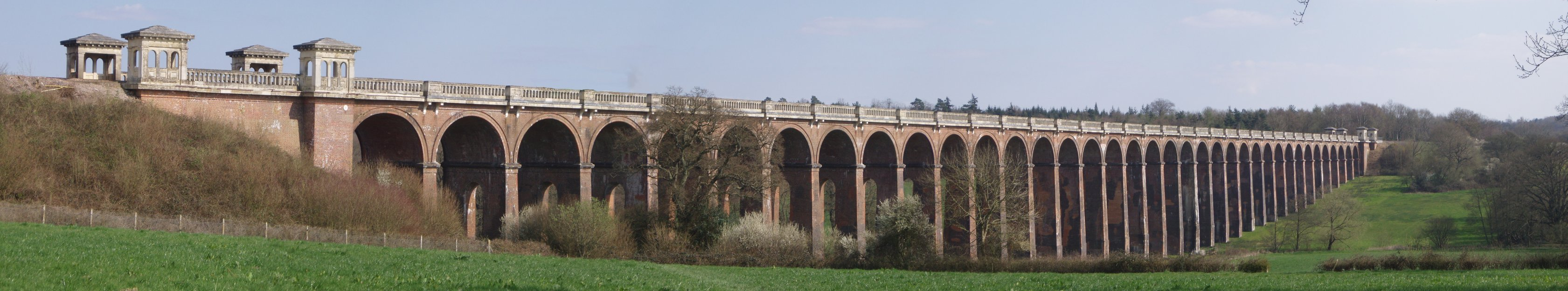
El Viaducto del valle Ouse en 2007, con los cuatro pabellones decorativos en cada extremo

En 1956, los daños sufridos por el viaducto eran considerables, pero British Rail consideró que el coste de las obras de rehabilitación era demasiado elevado. La degradación fue en parte consecuencia de la larga vida útil de la estructura: cuando se construyó originalmente en la década de 1840, su vida útil prevista era de sólo 120 años. Para mayo de 1983, el viaducto había sido oficialmente reconocido como una estructura de Grado II*.
En la década de 1980, los ocho pabellones presentes en el viaducto se encontraban en tan mal estado que algunos de sus tejados se habían derrumbado y fue necesario instalar puntales internos para evitar que siguieran derrumbándose. Como consecuencia de su condición de elemento patrimonial, todas las actuaciones previstas en el viaducto deben ser revisadas y aprobadas por English Heritage. Cuando British Rail propuso desmantelar los pabellones originales y reconstruirlos utilizando piedra reconstituida, English Heritage denegó los permisos. En consecuencia, no se llevó a cabo ninguna restauración sustancial del viaducto durante este periodo, decisión que British Rail atribuyó públicamente al considerable coste estimado de dichas obras.  La estructura continuó deteriorándose durante la década siguiente, con secciones de piedra desprendiéndose de las balaustradas y parapetos.
A partir de marzo de 1996, se comenzó la renovación del viaducto con un costo de 6.5 millones de libras esterlinas, supervisada por la empresa  Railtrack y parcialmente financiada mediante aportaciones del Consejo del Condado de West Sussex, el Railway Heritage Trust y English Heritage. Se importó desde Burdeos piedra caliza más resistente para garantizar la coincidencia más cercana con la piedra de Caen existente en las balaustradas y pabellones. Algunos de los pilares tuvieron que reconstruirse debido a fallos en la mampostería victoriana. Los nuevos ladrillos se fabricaron a mano en distintos tamaños para adaptarse a la mampostería existente y se colocaron con una mezcla de arena, cemento y mortero de cal. Así mismo, se utilizaron anclajes de acero inoxidable para fijar firmemente la nueva piedra a la mampostería antigua. A lo largo de las obras, una de las vías permaneció siempre abierta mientras se llevaban a cabo las actividades de restauración en el otro lado del viaducto. El proyecto, que duró más de tres años, finalizó en septiembre de 1999.